# Ваал (Брехт)
«Ваал» (нем. Baal) — ранняя пьеса немецкого поэта и драматурга Бертольта Брехта.

## История создания
Существует четыре редакции пьесы Брехта «Ваал». Первую он закончил в 1918 году; в этой редакции асоциальный герой пьесы (асоциальный в «асоциальном обществе», как напишет позже Брехт), поэт Ваал, был признанием в любви к Франсуа Вийону, «убийце, грабителю с большой дороги, сочинителю баллад», и притом баллад непристойных, — всё здесь было рассчитано на эпатаж добропорядочного буржуа.
Чуть позже «Ваал» трансформировался в пьесу антиэкспрессионистскую, «противопьесу», полемически направленную, в частности, против идеализированного портрета Кристиана Граббе в «Одиноком» Г. Йоста — драматурга, который прославился не столько своими пьесами, сколько изречением героя одной из них: «Когда я слышу слово „культура“ <…>, я снимаю с предохранителя свой браунинг». В 1919 году вместе с пьесой «Барабаны в ночи» Брехт отнёс «Ваала» в литературную часть мюнхенского «Каммершпиле», но к постановке они не были приняты.
В третий раз Брехт переработал «Ваала» осенью 1920 года — для обещанной ему публикации в издательстве Георга Мюллера. В 1922 году пьеса действительно была издана, однако сам Брехт в своём дневнике охарактеризовал этот вариант «Ваала» как «испорченный, заакадемизированный, приглаженный, причёсанный, побритый и втиснутый в купальные рейтузы». Именно в этой редакции пьеса впервые была поставлена в 1923 году на сцене, но репертуарной не стала.
В 1954 году, при подготовке к изданию собрания своих пьес, в эссе «Перечитывая мои первые пьесы» Брехт писал: «Для тех, кто не научился мыслить диалектически, в пьесе „Ваал“ может встретиться немало трудностей. Они едва ли увидят в ней что-нибудь, кроме прославления голого эгоцентризма. Однако здесь некое „Я“ противостоит требованиям и унижениям, исходящим от такого мира, который признаёт не использование, но лишь эксплуатацию творчества. Неизвестно, как Ваал отнёсся бы к целесообразному применению его дарований; он сопротивляется их превращению в товар». Для нового издания он выбрал «приглаженную» третью версию, восстановив при этом в первоначальной редакции первую и последнюю сцены «Ваала». «В остальном, — писал драматург, — я сохраняю пьесу такой, какая она есть, — у меня нет сил менять её. Согласен (и предупреждаю): этой пьесе не хватает мудрости».

## Действующие лица
- Ваал, поэт
- Экарт, композитор, друг Ваала
- София
- Мех, издатель и торговый агент
- Эмилия, его жена Меха
- Доктор Пиллер, критик
- Йоханнес Шмидт
- Йоханна, подруга Йоханнеса
- Луиза, официантка

## Сюжет
Ваал — распутный поэт, «прожигатель жизни», делающий свою жизнь, как можно предположить, с Артюра Рембо — одного из кумиров молодого Брехта. Он обладает даром притягивать к себе людей, но обращается с ними без церемоний: своему поклоннику Йоханнесу Шмидту он платит тем, что насилует его невесту Йоханну; брошенная Ваалом, девушка кончает жизнь самоубийством. Он обольщает возлюбленную своего друга Экарта и бросает беременной. В конце концов, пресытившись женщинами, он обольщает самого Экарта и убивает его в пьяной ссоре. Постепенно Ваал опускается на дно и, бездомный, умирает в сторожке лесника.

## Сценическая судьба
Впервые «Ваал» был поставлен в лейпцигском Старом театре (Altes Theater) в декабре 1923 года, но, как все ранние пьесы Брехта, вызвал сильное раздражение. Сам Брехт, занявшись режиссурой, никогда к этой пьесе не обращался. Однако в последние десятилетия «Ваал» стал едва ли не самой играемой в Европе пьесой Брехта, пусть и не всегда на профессиональной сцене. «„Ваалом“, — пишет критик, — студенты атакуют своих профессоров; „Ваалы“ становятся порой первыми — и может, самыми решительными — шагами молодых режиссёров на профессиональной сцене».
Оригинальную трактовку пьесы предложил в 2007 году известный польский режиссёр Марек Федор, давший своему спектаклю подзаголовок «Семь аспектов ваалического мироощущения» — по количеству сцен в пьесе Брехта. В этом спектакле главного героя в разных сценах играли несколько разных актёров, представляя различные вариации на тему Ваала; действие режиссёр переносил в начало XXI века, и герой Брехта, соответственно, превращался в «перформера» — то ли продукт, то ли жертву медийной раскрутки. В спектакле Федора многоликий Ваал представал в образах бунтующего подростка, пресыщенного «пофигиста» или, по словам критика, «мученически изможденного старца, прошедшего через радикальные духовные поиски, ушедшего в народ и погибающего теперь среди этого народа»; потенциальными ваалами становились и некоторые другие персонажи пьесы. Это был, пишет Н. Якубова, спектакль о таком поэте, который «посмел додумать и дожить до конца именно то, что так приветствовали медиа: чистилище (или сам ад?) индивидуальной свободы». Свобода при этом становилась для Ваала целью, от которой он сам оказывался несвободен.
В СССР пьеса Брехта никогда не шла; в России её первым поставил — в 2005 году — болгарский режиссёр Александр Морфов на сцене Театра им. Комиссаржевской в Санкт-Петербурге. В спектакле Морфова главный герой из поэта превратился в харизматичного рок-музыканта, наследника Джими Хендрикса или Джима Моррисона. «Грешник и мученик, — писал Роман Должанский, — он доходил в своих безумствах почти до животного состояния, но вопросов, почему из-за него страдает столько людей, не возникало». Такой вопрос у критика возник два года спустя в Москве, где «Ваала» поставил уже немецкий режиссёр — Георг Жено. Его Ваал оказался обаятельным и неловким полуподростком, ещё вчера, быть может, отличником и во всех остальных отношениях хорошим мальчиком, но под дурным влиянием «улицы» вдруг решившим вкусить все соблазны мира. Получился, по словам критика, спектакль о подростках и для подростков.

### Известные постановки
- 1923 — Старый театр, Лейпциг. Премьера состоялась 8 декабря.
- 2007 — Театре им. Кохановского, Ополе (Польша). Постановка Марека Федора. Роли исполняли: Ваал (в разных сценах) — Мачей Намысло, Лешек Малец, Анджей Якубчик; Эмилия — Беата Вненк-Малец, Йоанна — Ивона Гловиньска[1].

### Постановки в России
- 2005 — Театр им. Комиссаржевской. Постановка Александра Морфова (Болгария). В роли Ваала — Александр Баргман[6].
- 2007 — Центр драматургии и режиссуры. Постановка Георга Жено (Германия). В роли Ваала — Донатас Грудович[8].